# Сталевий Щур співає блюз
Сталевий Щур співає блюз (англ. The Stainless Steel Rat Sings the Blues) — фантастичний роман американського письменника-фантаста Гаррі Гаррісона, що входить у цикл творів про Джиммі ді Гріз на прізвисько Сталевий Щур. Третій твір циклу.

## Сюжет
Під час спроби крадіжки викарбуваних п'ятисоттисячних монет Монетного двору галактичний шахрай Джим ді Гріз потрапляє в поліцейську пастку і під загрозою негайної страти змушений взятися за виконання складної місії для Галактичної Ліги. Керуючи загоном спецагентів, замаскованим під поп-групу, він вирушає на Лайокукаю — спеціальну планету-в'язницю. На неї здійснив аварійну посадку дослідний корабель, внаслідок чого був загублений таємничий артефакт, імовірно є першим знайденим слідом існування інопланетної цивілізації. Його Джиму і належить розшукати протягом 30 днів, бо для більшої слухняності йому зробили ін'єкцію отрути смертельної, що вб'є його через цей термін, якщо не ввести протиотруту.

## Прийом критиків
В огляді на Publishers Weekly зазначається, що завдяки запаморочливій темпу розвитку сюжету роман припаде до смаку як фанам наукової фантастики, так і пересічним читачам. У Kirkus Reviews рецензент підсумував після опису твори: «цей Чудовий сюжет, з справжнім гумором і добродушною сатирою, який однаково сподобається новачкам і запеклим любителям».